# Olav Thon
Pour les articles homonymes, voir Thon (homonymie).
Olav Thon, né le 29 juin 1923 à Ål (Hallingdal, Buskerud) et mort le 16 novembre 2024 à Oslo, est un promoteur immobilier et homme d'affaires norvégien.
Il est classé dans la liste des milliardaires de Forbes au 198e rang des personnes les plus riches du monde avec une valeur nette de six milliards de dollars en mars 2013. Il est la personne la plus riche de Norvège et son groupe Olav Thon est la plus grande société immobilière privée de Norvège, avec 450 propriétés, dont 60 hôtels,.

## Biographie

### Vie privée
Olav Thon habite juste à l'extérieur d'Oslo, à Sollihøgda. Il est chrétien, marié et n'a pas d'héritier,. Il a grandi en tant que « garçon de ferme qui ne se rendait en ville que pour vendre des peaux de renard ». Il pratique diverses activités de plein air et est membre honoraire de la Norwegian Trekking Association. Olav Thon est « fier de son succès et du montant des impôts qu'il dit être heureux de payer ».

## Distinctions
- Commandeur de l'ordre royal de l'Étoile polaire

## Publication
Sa biographie, Olav Thon : un milliardaire en parka, a été écrite par Hallgrim Berg, homme politique norvégien et musicien de folk ; une version traduite a été publiée en anglais en octobre 2009 .